# 物料搬运设备
物料搬运设备（Material Handling Equipment，简称MHE）是指在制造、流通、消费和处置全过程中用於移动、储存、控制和保护物料、货物和产品的机械设备。物料搬运设备根據不同的类型可分为四大类，分別為运输设备、定位设备、单位载荷设备（unit load formation equipment）和储存设备。